# Eduardo Guerrero (futbolista)
Eduardo Guerrero Lozcano (Santo Domingo, Republica Dominicana; 21 de febrero de 2000) es un futbolista panameño y dominicano, juega como delantero en el club ucraniano FC Dinamo Kiev de la Liga Premier de Ucrania. Es internacional con la Selección de Panamá.

## Trayectoria

### Chorrillo FC
Formando en las divisiones menores del Chorrillo Fútbol Club, hizo su debut profesional el 23 de enero de 2017 con 17 años ante el equipo del SD Atlético Nacional en el Estadio Maracaná de Panamá en donde fue suplente y entró al minuto 81 por Andrés Peñalba. En la LPF Clausura 2017 jugó 3 partidos en donde en la sexta posición quedándose a unos paso de clasificarse a la semifinales. En la Liga Concacaf 2017 jugó 1 partido en donde fueron eliminados en los cuartos de final en donde perdieron en un marcador global 2 a 0 contra los Santos de Guápiles en donde no estuvo convocado en ninguno de los 2 partidos. Salió campeón de la LPF Apertura 2017 en donde le ganaron la final 5 a 1 contra el CD Árabe Unido en el Estadio Rommel Fernández en donde no estuvo convocado, en dicho torneo jugó 9 partidos. En la LPF Clausura 2018 jugó 12 partidos en donde quedaron en la sexta posición quedándose a unos pasos de la clasificación a las semifinales.

### CD Universitario
Su ficha perteneció al Club Deportivo Universitario, luego de la venta del Chorrillo FC. Fue cedido en calidad de préstamo al Maccabi Tel Aviv F. C. durante la temporada 2018-19 con opción de compra, la cual fue ejercida durante junio de 2019.

### Maccabi Tel Aviv FC
El 3 de septiembre de 2018, Guerrero fue anunciado como nuevo jugador del Maccabi Tel Aviv FC de la Premier League israelí en un contrato de préstamo de una temporada con la opción de hacer el trato permanente, jugando para el equipo sub-19 del club durante esa temporada. En la Liga Juvenil de la UEFA 2018-19 jugó 4 partidos y anotó 5 goles en donde fueron eliminados en la segunda ronda de la Ruta de los Campeones Nacionales en donde empate 3 a 3 pero no paso por el gol de visitante contra el SK Sigma Olomouc en donde jugó en los 2 partidos y anotó 1 gol en la serie. Para la siguiente temporada el club ejerció la opción de compra y se hizo de sus servicios. Sin embargo lo envió nuevamente a préstamo durante una temporada en donde jugó con la sub-19 en donde fue subcampeón de la U19 Elite División 2018-19.

### Beitar Tel Aviv Bat Yam
El 1 de agosto de 2019 fue anunciado su cesión al Beitar Tel Aviv Bat Yam. Debutó con el club el 22 de agosto de 2019 en el empate 2 a 2 contra el Ironi Nir Ramat HaSharon FC en el Grundman Stadium en donde fue suplente, entró al minuto 46 y anotó el segundo gol al minuto 85 para empatar el partido. En la Liga Leumit 2019-20 jugó 36 partidos y anotó 6 goles en donde quedaron en la séptima posición en la Ronda de Ascenso.

### Maccabi Tel Aviv FC
El 31 de julio de 2020 fue anunciado su regreso al Maccabi Tel Aviv FC. Debutó con el club en un partido de la Supercopa de Israel el 8 de agosto de 2020 en la victoria 0 a 2 contra el Hapoel Be'er Sheva en el Estadio Teddy Kollek en donde fue titular y jugó hasta el minuto 58. Salió campeón de la Supercopa de Israel 2020 en ganaron la final en un marcador global de 4 a 0 contra el Hapoel Be'er Sheva en donde jugó en los 2 partidos. En la Liga de Campeones de la UEFA 2020-21 jugó 1 partido en donde fueron eliminados en los playoff en donde perdieron en un marcador global de 2 a 5 contra el Red Bull Salzburgo en donde no estuvo convocado. Salió campeón de la Copa Toto 2020-21 en donde le ganaron la final 0 a 2 contra el Bnei Sakhnin FC en el Doha Stadium en donde fue suplente y entró al minuto 66 por Tal Ben Haim, en la copa solo jugó dicho partido. En la Liga Europa de la UEFA 2020-21 jugó 4 partidos en donde fueron eliminados en los Dieciseisavos de final en donde perdieron en un marcador global de 0 a 3 contra el Shakhtar Donetsk en donde jugó en los 2 partidos. Fue subcampeón de la Liga Premier de Israel 2020-21 en donde jugó 17 partidos y anotó 7 goles clasificándose a la Liga Europa Conferencia de la UEFA. fue campeón de la Copa Estatal en donde le ganaron la final 2 a 1 en los tiempos extras contra el Hapoel Tel Aviv FC en donde fue titular y jugó todo el partido, en dicha copa jugó 4 partidos. Fue subcampeón de la Supercopa de Israel 2021 en donde perdieron la final 2 a 0 contra el Maccabi Haifa FC en el Estadio Sammy Ofer en donde fue titular y jugó hasta el minuto 60. En la Liga Europa Conferencia de la UEFA 2021-22 jugó 9 partidos en donde fueron eliminados en la Ronda preliminar en donde perdieron en un marcador global de 2 a 1 contra el PSV en donde no estuvo convocado porque estaba cedido en un nuevo club. En la Copa de Israel 2021-22 jugó 1 partido en donde fueron eliminados en las semifinales en donde perdieron 1 a 3 contra el Hapoel Be'er Sheva en el Estadio de Bloomfield en donde no estuvo convocado por fue cedido a un nuevo club. En la Liga Premier de Israel 2021-22 jugó 14 partidos y anotó 2 goles en donde quedaron en la tercera posición.

### Hapoel Jerusalem FC
El 2 de febrero de 2022 fue anunciado su cesión al Hapoel Jerusalem FC. Debutó con el club el 5 de febrero de 2022 en la derrota 3 a 1 contra el Maccabi Petah-Tikvah en el Estadio Hamoshava en donde fue titular y jugó todo el partido. En la Liga Premier de Israel 2021-22 jugó 12 partidos y anotó 2 goles en donde quedaron en la sexta posición del grupo del descenso así salvándose de descender.

### Beitar Jerusalén
El 21 de agosto de 2022 fue anunciado su cesión al Beitar Jerusalén. Debutó con el club el 28 de agosto de 2022 en la derrota 0 a 5 contra el Hapoel Be'er Sheva en el Estadio Hamoshava en donde fue titular y jugó hasta el minuto 65. En la Copa Toto 2022-23 jugó 1 partido en donde quedaron en la octava posición en donde perdieron 2 a 0 contra el Maccabi Tel Aviv FC en el Estadio Bloomfield en donde no estuvo convocado. En la Liga Premier de Israel 2022-23 jugó 13 partidos en donde quedaron en la séptima posición de la Temporada regular no terminó la liga por fue cedido a un nuevo club.

### FC Zoryá Lugansk
El 28 de febrero de 2023 fue anunciado como nuevo jugador del FC Zoryá Lugansk. Debutó con el club el 5 de marzo de 2023 en la victoria 2 a 3 contra el FC Vorskla Poltava en el CSC Nika Stadium en donde fue suplente y entró al minuto 46 por Denys Nahnoynyi. En la Liga Premier de Ucrania 2022-23 jugó 10 partidos y anotó 5 goles en donde en la tercera posición clasificándose a la Ronda de play-off de la Liga Europa. El 25 de junio de 2023 fue anunciada la compra del jugador por el Zorya Lugansk en donde pagaron 500.000 euros. En la Liga Europa de la UEFA 2023-24 jugó 2 partidos en donde fueron eliminados en la ronda de los playoff en donde perdieron en un marcador global de 3 a 2 contra el Slavia Praga en donde jugó en los 2 partidos. En la Copa de Ucrania 2023-24 jugó 2 partidos en donde fueron eliminados en los cuartos de final en donde perdieron 4 a 1 contra el FC Chornomorets Odessa en el Estadio Chernomorets en donde fue titular, anotó el único gol de su equipo y jugó hasta el minuto 80. En la Liga Europa Conferencia de la UEFA 2023-24 jugó 6 partidos y anotó 3 goles en donde fueron eliminados en la fase de grupos en donde quedaron en la tercera posición del grupo B. En la Liga Premier de Ucrania 2023-24 jugó 23 partidos y anotó 9 goles en donde quedaron en la décima posición.

## Selección nacional

### Categorías inferiores
Fue convocado por la selección sub-17 de Panamá para disputar el Campeonato Sub-17 de la Concacaf de 2017 en donde disputó 5 partidos y anotó 4 goles en donde fueron eliminados en la Etapa Final de Clasificación en donde quedaron en la última posición del grupo E. fue convocado por la selección sub-20 de Panamá para disputar la Copa Mundial de Fútbol Sub-20 de 2019 en donde jugó 1 partido en el empate 1 a 1 contra Malí en el Estadio Zdzisław Krzyszkowiak en donde fue titular y jugó hasta el minuto 46, en dicha copa fueron eliminados en los octavos de final en donde perdieron 4 a 1 contra Ucrania en el Estadio Municipal de Tychy en donde estuvo convocado.

### Selección Absoluta
Eduardo Guerrero hizo su debut internacional con Selección absoluta de Panamá el 24 de octubre de 2017, en la victoria 0 a 5 contra Granada en el Estadio Atlético Kirani James en donde fue suplente y entró al minuto 57 por Josiel Núñez. Debutó en Eliminatorias Mundialistas en la Clasificación de Concacaf para la Copa Mundial de Fútbol de 2022 en la victoria 3 a 0 contra República Dominicana en el Estadio Nacional Rod Carew en donde fue titular y jugó hasta el minuto 46, en dicha eliminatorias jugó 3 partidos en donde quedaron en el quinta posición de la octagonal final quedándose a un paso del repechaje. En la Liga de Naciones de la Concacaf 2023-24 jugó 2 partidos y dio 1 asistencia en donde quedaron en el cuarto lugar en donde perdieron 0 a 1 contra Jamaica en el AT&T Stadium en donde no estuvo convocado. En la Copa América 2024 jugó 4 partidos en donde fueron eliminados en los cuartos de final en donde perdieron 5 a 0 contra Colombia en el State Farm Stadium en donde fue suplente y entró al minuto 46 por César Blackman.

### Goles internacionales
| Goles internacionales | Goles internacionales | Goles internacionales                              | Goles internacionales | Goles internacionales | Goles internacionales | Goles internacionales                             |
| Num.                  | Fecha                 | Lugar                                              | Rival                 | Gol                   | Resultado             | Competición                                       |
| --------------------- | --------------------- | -------------------------------------------------- | --------------------- | --------------------- | --------------------- | ------------------------------------------------- |
| 1                     | 1 de julio de 2024    | Inter&Co Stadium, Orlando, Estados Unidos          | Bolivia               | 1-2                   | 1-3                   | Copa América 2024                                 |
| 2                     | 7 de junio de 2025    | FFB Field, Belmopán, Belice                        | Belice                | 0-2                   | 0-2                   | Clasificación a la Copa Mundial de Fútbol de 2026 |
| 3                     | 16 de junio de 2025   | Dignity Health Sports Park, Carson, Estados Unidos | Guadalupe             | 4-0                   | 5-2                   | Copa Oro 2025                                     |

### Participaciones en Selección Nacionales
| Copa                                  | Categoría | Sede           | Resultado        | Partidos | Goles | Asist. |
| ------------------------------------- | --------- | -------------- | ---------------- | -------- | ----- | ------ |
| Copa Mundial de Fútbol Sub-20 de 2019 | Sub-20    | Polonia        | Fase de grupos   | 1        | 0     | 0      |
| Liga de Naciones 2023-24              | Mayor     | Concacaf       | Cuarto lugar     | 2        | 0     | 1      |
| Copa América 2024                     | Mayor     | Estados Unidos | Cuartos de final | 4        | 1     | 0      |
| Total                                 | Total     | Total          | Total            | 7        | 1     | 1      |

## Estadísticas

### Clubes
Actualizado al 30 de octubre de 2024.
| Chorrillo FC · Panamá | 1.ª           | 2016-17       | 3   | 0  | 0  | 0 | -  | - | 3   | 0  |
| Chorrillo FC · Panamá | 1.ª           | 2017-18       | 21  | 0  | -  | - | 1  | 0 | 22  | 0  |
| Chorrillo FC · Panamá | Total club    | Total club    | 24  | 0  | 0  | 0 | 1  | 0 | 25  | 0  |
| Macabi Tel Aviv FC U19 Israel | U19           | 2018-19       | 0   | 0  | 0  | 0 | 4  | 5 | 4   | 5  |
| Macabi Tel Aviv FC U19 Israel | Total club    | Total club    | 0   | 0  | 0  | 0 | 4  | 5 | 4   | 5  |
| Beitar Tel Aviv Bat Yam FC Israel | 2.ª           | 2019-20       | 36  | 6  | 0  | 0 | -  | - | 36  | 6  |
| Beitar Tel Aviv Bat Yam FC Israel | Total club    | Total club    | 36  | 6  | 0  | 0 | 0  | 0 | 36  | 6  |
| Macabi Tel Aviv FC Israel | 1.ª           | 2020-21       | 17  | 7  | 6  | 0 | 5  | 0 | 29  | 7  |
| Macabi Tel Aviv FC Israel | 1.ª           | 2021-22       | 14  | 2  | 2  | 0 | 9  | 2 | 25  | 4  |
| Macabi Tel Aviv FC Israel | Total club    | Total club    | 31  | 9  | 8  | 0 | 14 | 2 | 54  | 11 |
| Hapoel Jerusalem BC Israel | 1.ª           | 2021-22       | 12  | 2  | 0  | 0 | 0  | 0 | 12  | 2  |
| Hapoel Jerusalem BC Israel | Total club    | Total club    | 12  | 2  | 0  | 0 | 0  | 0 | 12  | 2  |
| Beitar Jerusalén Israel | 1.ª           | 2022-23       | 13  | 0  | 1  | 0 | 0  | 0 | 14  | 0  |
| Beitar Jerusalén Israel | Total club    | Total club    | 13  | 0  | 1  | 0 | 0  | 0 | 14  | 0  |
| FC Zarya Lugansk · Ucrania | 1.ª           | 2022-23       | 10  | 5  | 0  | 0 | 0  | 0 | 10  | 5  |
| FC Zarya Lugansk · Ucrania | 1.ª           | 2023-24       | 23  | 9  | 2  | 1 | 8  | 3 | 31  | 12 |
| FC Zarya Lugansk · Ucrania | 1.ª           | 2024-25       | 5   | 1  | 0  | 0 | 0  | 0 | 5   | 1  |
| FC Zarya Lugansk · Ucrania | Total club    | Total club    | 38  | 15 | 2  | 1 | 0  | 0 | 46  | 18 |
| FC Dinamo Kiev · Ucrania | 1.ª           |               |     |    |    |   |    |   |     |    |
| FC Dinamo Kiev · Ucrania | 1.ª           | 2024-25       | 6   | 0  | 1  | 1 | 3  | 0 | 10  | 1  |
| FC Dinamo Kiev · Ucrania | Total club    | Total club    | 6   | 0  | 1  | 1 | 3  | 0 | 10  | 1  |
| Total carrera | Total carrera | Total carrera | 160 | 32 | 12 | 2 | 22 | 7 | 230 | 43 |
| (1)Incluidos los datos de la Copa de Israel (2020-21), Copa Toto (2020), Supercopa de Israel (2020-21), Copa de Ucrania (2023-24, 2024-25). (2)Incluidos los datos de la Liga Concacaf (2017), Liga Juvenil de la UEFA (2018-19), Liga de Campeones de la UEFA (2020-21), Liga Europa de la UEFA (2020-21, 2023-24, 2024-25), Liga Europa Conferencia de la UEFA (2021-22, 2022-23, 2023-24). |               |               |     |    |    |   |    |   |     |    |

## Palmarés

### Campeonatos nacionales
| Título           | Club                | País    | Año    |
| ---------------- | ------------------- | ------- | ------ |
| Primera División | Chorrillo FC        | Panamá  | 2017-A |
| Supercopa        | Maccabi Tel Aviv FC | Israel  | 2020   |
| Copa Toto        | Maccabi Tel Aviv FC | Israel  | 2021   |
| Copa del Estado  | Maccabi Tel Aviv FC | Israel  | 2021   |
| Primera División | FC Dinamo Kiev      | Ucrania | 2025   |